# Броман, Ханна
Ханна (Юханна) Амалия Броман (швед. Hanna (Johanna) Amalia Brooman; 21 августа 1809, Стокгольм — 7 февраля 1887, там же) — шведский композитор и педагог.

## Биография
Ханна Амалия Броман родилась 21 августа 1809 года в Стокгольме. О её родителях ничего не известно. Девочку растил и воспитывал актёр и певец Королевской оперы Юхан Эрик Броман. Он умер, когда Ханне было 14 лет. Больше о раннем этапе жизни Ханны Броман никаких сведений нет.
С 1847 по 1884 год Ханна работала учительницей в школе (Dramatens elevskola) при Королевской опере. В то время многие дети из бедных семей имели возможность проходить в этой школе подготовительную программу, включавшую в том числе общеобразовательные предметы. По всей видимости, Ханна преподавала игру на фортепиано, историю, закон Божий и иностранные языки. Параллельно с этим она давала частные уроки. Судя по объявлениям, которые она давала в газетах, одинокой женщине было крайне непросто обеспечить себя таким образом, поэтому позже Ханна устроилась экономкой в доме вдовца с несколькими детьми.
Среди учеников Ханны Броман были певицы Матильда Эбелинг, Луиза Микаэли и Мина Гельхаар. В 1883 году она была награждена Королевской медалью, а в следующем году ей была назначена пенсия из королевского казначейства.
О том, какое музыкальное образование имела сама Ханна, ничего не известно, однако сохранились некоторые написанные ею произведения. Все они представляют собой песни с фортепьянным аккомпанементом. В музыкальном плане они типичны для «салонной» музыки того времени. Многие из них написаны на тексты известных поэтов, таких как Андерс Абрахам Графстрём и Эрик Юхан Стагнелиус. Самая известная её песня, «Norrlänningens hemlängtan», написана на стихотворение Элиаса Сельстедта и была очень популярна в середине 1800-х.
Ханна Броман умерла 7 февраля 1887 года. На её похоронах выступали певцы из Королевского театра.